# Anaïs Chen
Anaïs Chen (* 2. August 1980) ist eine Schweizer Geigerin.

## Wirken
Chen, die in Zürich aufwuchs, studierte zunächst ab 2001 moderne Violine an der dortigen Hochschule der Künste und in Detmold, bevor sie sich 2005 der Barockvioline zuwandte und an der Universität der Künste Berlin bei Irmgard Huntgeburth und an der Schola Cantorum Basiliensis bei Chiara Banchini 2010 ihr Masterstudium mit Auszeichnung absolvierte.
Nach dem Studium trat Chen als Solistin und Kammermusikerin in wichtigen Konzertsälen auf. Sie arbeitete regelmäßig mit Il Gusto Barocco, La Lira d’Orfeo sowie In Echo und gehörte La Nuova Musica London als Konzertmeisterin für vier Jahre an (seit 2018 hat sie diese Funktion bei Il Gusto Baroco inne). Weiterhin trat sie mit Gli Angeli Genève, Collegium Vocale Gent, Cantar Lontano, Il Giardino Armonico, Il Profondo Basel, der Berner Freitagsakademie und der Akademie für Alte Musik Berlin auf.
Chen gründete 2010 mit dem Cembalisten Johannes Keller das Duo L’Istante, dessen Album Cercar la Voce – Auf den Spuren der menschlichen Stimme (2017) auf die Longlist vom Preis der deutschen Schallplattenkritik gelangte. Mit dem von ihr geleiteten Barockensemble Daimonion, dem zumeist vier Musiker angehören, veröffentlichte sie nach Discorsi delle Comete ein Album mit den Violinsonaten von François Francœur. Mit der Cembalistin Alexandra Ivanova entstand ein Album mit den sechs Sonaten für Violine und Cembalo, BWV 1014–1019 von Johann Sebastian Bach. Ferner ist sie auf Aufnahmen mit Allabastrina Choir e Consort, Il Gusto Barocco, Il Profondo, In Echo, La Pifarescha, La Ritirata, dem Orchester der Johann-Sebastian-Bach-Stiftung, der Schola Cantorum Basiliensis und Animantica zu hören.
Weiterhin unterrichtete Chen von 2010 bis 2012 Barockvioline an der Hochschule für Musik Karlsruhe. Auch gab sie Meisterkurse an der Universität der Künste Berlin, der Hochschule für Künste Bremen, dem London Handel House und der Scuola Civica di Milano.

## Preise und Auszeichnungen
2007 gewann Chen den Ersten Preis beim Internationalen Kammermusikwettbewerb für Alte Musik Genua Nervi, 2008 erhielt sie den Jahresstipendienpreis der Dienemann-Stiftung Luzern, 2009 den Aumann-Preis für innovative Interpretation und Neuentdeckungen anlässlich des Internationalen Biber-Wettbewerbs St. Florian. Ihre Duo-Formation L'Istante wurde 2010 bei der International Young Artist's Presentation in Antwerpen als promising young ensemble hervorgehoben; 2011 belegte sie den zweiten Preis beim Telemann-Wettbewerb Magdeburg und mit ihrem Ensemble Daimonion gewann sie den ersten Preis und den Sonderpreis beim internationalen Wettbewerb Premio Bonporti Rovereto. Ihr Francœur-Album mit dem Ensemble Daimonion wurde mit einem Diapason d’or ausgezeichnet.